# Батурин, Евгений Васильевич
Евгений Васильевич Батурин (7 июня 1912, Иркутск, Восточная Сибирь, Российская империя — 23 апреля 2013) — советский и украинский актёр театра и кино.

## Биография
Родился 25 мая (7 июня) 1912 в Иркутске в семье служащего.
Детство прошло в Санкт-Петербурге. Мать умерла рано и основная забота была на бабушке, нежность и благодарность к которой сохранил на всю жизнь.
Отец, в то время, работал санитаром и многие детские игры юного Батурина прошли во дворе госпиталя при Адмиралтействе. В 1919 году отец получает консерваторское образование у М. М. Ипполитова-Иванова. Семья переезжает жить в Москву и отец устраивается служащим. Один из братьев отца был революционером на нелегальном положении. Другой брат — инженер, один из основоположников промышленной вентиляции в России.
В доме бывали музыканты, артисты, вспоминает, как играл Игумнов. Гуляли по Арбату с отцом, заходили в мастерскую к Корину.
В Москве поступает в школу — реальное училище со строительным уклоном и одновременно учится живописи в студии русского художника Константина Юона, где уроки рисования давала ему дочь Льва Толстого — Татьяна Львовна Толстая. Но больше в то время, его привлекало строительство пионерами лодок на Москве-реке и живопись пришлось отложил на долгие годы. Увлечение так и осталось мечтой, хотя рисовал хорошо.
После школы поступил в театральный техникум при театре МГСПС (ныне театр имени Моссовета). Начал учиться со второго курса. Руководителем курса был Евсей Осипович Любимов-Ланской. Педагогом была Варвара Владимировна Залесская — режиссёр оперной студии им. К. С. Станиславского (ныне МАМТ им. К. С. Станиславского и Вл. И. Немировича-Данченко). В театральном техникуме также преподавали педагоги МХАТа, а одним из однокурсников был будущий народный артист СССР Владимир Зельдин (ныне артист Центрального академического театра Российской армии).
В 1936 году окончил техникум и был призван на армейскую службу в Смоленский театр — Дом Красной Армии БВО. Покровительствовал театру командарм 1-го ранга Иероним Петрович Уборевич — легендарный военачальник того времени. Батурин, часто дежурил в фойе у парадной двери Дома Красной Армии, многократно видел Уборевича лично. Довелось ему увидеть и арест полководца в дни репрессий, осенью 1937 года.
В 1938 году вернулся в Москву и вместе с Владимиром Зельдиным устроился в свой первый театр — Центральный театр железнодорожного транспорта (ныне — Московский драматический театр имени Гоголя).
В 1941 году вместе с театром был на гастролях — выступал перед воинами Забайкальского военного округа. Война застала его на станции «Зима». Евгений Васильевич подал заявление на фронт, но все артисты получили бронь и были отправлены с театральной бригадой дальше на восток — в Монголию, на границу с Японией.
Весной 1943 года, вместе с театром вернулся в Москву. Застал практически разграбленную квартиру и отца-старика. В здании театра работал эвакуированный театр из Минска. Главным режиссёром в нём был первый учитель Батурина — Дмитрий Орлов. Он обрадовался встрече и пригласил работать к себе в театр, и вместе с труппой Батурин двинулся на Запад в Минск. Столица Белоруссии была почти полностью разрушена фашистами и здание театра было уничтожено. Труппа переехала Гродно. Выступала перед бойцами фронта, которым командовал Рокоссовский. Стояли, как говорят фронтовики, вторым эшелоном. Но если учесть, что штрафные ударные батальоны Рокоссовского шли впереди кадровых военных, то можно сказать, что были они в третьем эшелоне. Орлов оказался прозорлив, режиссёр из Батурина получился. Его даже пригласили в закрытый режимный город атомщиков Саров, хорошо известный теперь как Арзамас-16. Поручалась ему организация собственного городского театра. Евгений Васильевич на столь лестное предложение соблазнился. Одним из пунктов договора с атомщиками была стажировка у режиссёров МХАТа.
В 1948 году становится режиссёром нового драматического театра во вновь созданном атомном центре в городе Арзамас-16. Труппа театра создавалась два года из выпускников МХАТа.
В 1951 году в театр приехала молодая талантливая актриса Наталья Каминская, которая стала ведущей актрисой театра. С этих лет судьба связала Наталью Александровну и Евгения Васильевича на всю жизнь. Они не боялись многочисленных переездов и смены коллективов.
В 1955 году работал в Москве, в театре-студии киноактёра, поставил спектакль «Суровое поле».
В 1956 году ставит спектакли в Вильнюсском русском драматическом театре и потом многие годы снова возвращается в этот замечательный коллектив.
В 70-е годы Евгений Васильевич с семьёй переезжает в Севастополь, где служит в театре Черноморского Флота как режиссёр, ставит спектакли в театре им. Луначарского, работает актёром. Там он знакомится с актёром театра Виктором Оршанским.
Уйдя на пенсию, он работает вахтёром в Матросском клубе. В это время в городе организуется силами талантливого режиссёра и актёра Виктора Оршанского новый молодой театр, Театр на Большой Морской, куда Евгений Васильевич был приглашен в качестве актёра. Началась его вторая творческая молодость. Среди молодых, энергичных, талантливых ребят Евгений Васильевич чувствовал себя молодым и востребованным.
В 1997 году театр переезжает в город Старый Оскол Белгородской области. Вместе с театром сюда приезжает и Евгений Васильевич. В этом театре он проработал до 2008 года.
В возрасте 96 лет он возвращается в Севастополь.
В 2012 году отметил 100 летний юбилей.
Умер в апреле 2013 года в Севастополе на 101 году жизни.

## Творчество

### Русский драматический театр Литвы
- «Улица трех соловьев»
- «Когда цветёт акация»
- «Один в поле воин»
- «В поисках радости»

### Севастопольский театр для детей и молодёжи на Большой Морской(ТБМ)
- «Знать бы прикуп» (В. Витин) — Пенсионер
- «Волшебная хлопушка» (И., Я. Златопольские) — Баба Холодина
- «Ромео и Джульетта» (В. Шекспир) — Аптекарь
- «Жаворонок» (Ж. Ануй) — Кошон
- «Старомодные чудеса» (Л. Устинов) — Кикимора
- «Про Иванушку дурачка» (М. Бартенев) — Разбойник
- «Овод» (Э. Л. Войнич) — Карди
- «Стойкий оловянный солдатик» (Х. К. Андерсен) — Сказочник
- «Рассказы. Том 1. Спектакль 1» (А. П. Чехов) — Больва, Карп, Епископ
- «Власть тьмы» (Л. Толстой) — Аким
- «Зайка Зазнайка» (С. Михалков) — Охотник
- «Емеля» (В. Магар) — Староста
- «Каменный гость» (А. Пушкин) — Гость Лауры
- «Теремок» (С. Маршак) — Злой дед
- «Четыре близнеца» (П. Панчев) — Дедушка

### Старооскольский театр для детей и молодёжи(СТДМ)
- «Замарашка» (Я. Гловатский) — Осветитель
- «Ганс мой Ёж» (В. Витин) — Старый рыцарь
- «Рассказы. Том 1. Спектакль 2» (А. П. Чехов) — Макар Балдастов
- «Тяжёлые дни» (А. Островский) — Перцов
- «Жизнь А. Пушкина. Детство» — Карамзин, Дмитриев
- «ТБМ-ШОУ»
- «Вешние Воды» (И. Тургенев) — Слуга
- «Жизнь А. Пушкина. Лицей» — Державин

### Фильмография
1. 1980 — «Мерседес» уходит от погони — деревенский старик
2. 2006 — Дикари — сторож Петрович